# François Beukelaers
François Beukelaers, ook bekend onder Frans Beukelaers, (Vilvoorde, 2 februari 1938) is een Belgisch acteur en eveneens zanger onder pseudoniem Frank Montezuma.

## Filmografie

### Films
- Un soir, un train (Val)
- Brussels by Night (Max)
- Istanbul (Joseph)
- De klokkenluider van de Notre Dame (Claude Frollo en Klungelaar)
- Hombres Complicados (monsieur Lucien)
- Oesje! (burgemeester Raymond Stasse)
- Pauline & Paulette (directeur)
- Happy Together (Hubert)
- JCVD (vader van Jean-Claude Van Damme)
- Sœur Sourire (bisschop)
- Meisjes (Jean)
- Une Estoniènne à Paris/Eestlanna Pariisis
- Windkracht 10: Koksijde Rescue (generaal Cassiman)
- Flodder 3 (Reinoud de Graaff)
- Patser (priester)

### Televisieseries
- Wittekerke (François Lemaître)
- Ons geluk (burgemeester Floren)
- Windkracht 10 (generaal Cassiman)
- Kongo (Karel Horemans)
- Terug naar Oosterdonk (Jos Teugels)
- Recht op Recht (Giovanni Busso)
- Simsala Grimm (verschillende personages)
- Veel geluk, professor! (kolonel De Braille)
- Witse (Etienne Roger, Ward Wuyts en Aldo Serafin)
- Flikken (Albert Caron)
- Aspe (Francis Verkerk)
- De Smaak van De Keyser (vader Marchoul)
- Katarakt (Karel Donckers)
- Ella (vader De Prins)
- Danni Lowinski (Ignace De Baeremaeker)
- Aspe (Dirk Van Stavoort)
- Familie (Fons Verbiest)
- Bevergem (dokter)
- Tabula rasa (Walter)
- Glad IJs (vader Verbist)
- De Dag (Gustav)